# Skate Canada International de 1993
O Skate Canada International de 1993 foi a vigésima edição do Skate Canada International, um evento anual de patinação artística no gelo organizado pelo Skate Canada. A competição foi disputada na cidade de Ottawa, Ontário, Canadá.

## Eventos
- Individual masculino
- Individual feminino
- Duplas
- Dança no gelo

## Medalhistas
| Evento                        | Ouro                                         | Prata                                             | Bronze                                             |
| Individual masculino detalhes | Kurt Browning · Canadá                       | Mark Mitchell · Estados Unidos                    | Steven Cousins · Reino Unido                       |
| Individual feminino detalhes  | Chen Lu · China                              | Olga Markova · Rússia                             | Karen Preston · Canadá                             |
| Duplas detalhes               | Ekaterina Gordeeva · Sergei Grinkov · Rússia | Radka Kovaříková · René Novotný · Tchecoslováquia | Michelle Menzies · Jean-Michel Bombardier · Canadá |
| Dança no gelo detalhes        | Sophie Moniotte · Pascal Lavanchy · França   | Tatiana Navka · Samuel Gezolian · Bielorrússia    | Shae-Lynn Bourne · Victor Kraatz · Canadá          |

## Resultados

### Individual masculino
| Pos.              | Nome               | Nacionalidade  |
| ----------------- | ------------------ | -------------- |
| Medalha de ouro   | Kurt Browning      | Canadá         |
| Medalha de prata  | Mark Mitchell      | Estados Unidos |
| Medalha de bronze | Steven Cousins     | Reino Unido    |
| 4                 |                    |                |
| 5                 |                    |                |
| 6                 | Marcus Christensen | Canadá         |
| ...               |                    |                |

### Individual feminino
| Pos.              | Nome            | Nacionalidade |
| ----------------- | --------------- | ------------- |
| Medalha de ouro   | Chen Lu         | China         |
| Medalha de prata  | Olga Markova    | Rússia        |
| Medalha de bronze | Karen Preston   | Canadá        |
| 4                 | Krisztina Czakó | Hungria       |
| 5                 | Susan Humphreys | Canadá        |
| ...               |                 |               |

### Duplas
| Pos.              | Nome                                      | Nacionalidade   |
| ----------------- | ----------------------------------------- | --------------- |
| Medalha de ouro   | Ekaterina Gordeeva / Sergei Grinkov       | Rússia          |
| Medalha de prata  | Radka Kovaříková / René Novotný           | Tchecoslováquia |
| Medalha de bronze | Michelle Menzies / Jean-Michel Bombardier | Canadá          |
| 4                 | Elena Berezhnaya / Oleg Shliakhov         | Letônia         |
| 5                 | Danielle McGrath / Stephen Carr           | Austrália       |
| 6                 | Oksana Kazakova / Dmitri Sukhanov         | Rússia          |
| 7                 | Kristy Sargeant / Kris Wirtz              | Canadá          |
| 8                 | Marina Khalturina / Andrei Kroukov        | Cazaquistão     |
| 9                 | Elena Belousovskaya / Igor Maliar         | Ucrânia         |
| 10                | Jennifer Perez / John Fredericksen        | Estados Unidos  |
| ...               |                                           |                 |

### Dança no gelo
| Pos.              | Nome                              | Nacionalidade |
| ----------------- | --------------------------------- | ------------- |
| Medalha de ouro   | Sophie Moniotte / Pascal Lavanchy | França        |
| Medalha de prata  | Tatiana Navka / Samuel Gezolian   | Bielorrússia  |
| Medalha de bronze | Shae-Lynn Bourne / Victor Kraatz  | Canadá        |
| ...               |                                   |               |

## Quadro de medalhas
| Ordem | País            | Medalha de ouro | Medalha de prata | Medalha de bronze |    | Ordem por total |
| ----- | --------------- | --------------- | ---------------- | ----------------- | -- | --------------- |
| 1     | Rússia          | 1               | 1                |                   | 2  | 1               |
| 2     | Canadá          | 1               |                  | 3                 | 4  | 4               |
| 3     | China           | 1               |                  |                   | 1  | 4               |
| 3     | França          | 1               |                  |                   | 1  | 2               |
| 5     | Bielorrússia    |                 | 1                |                   | 1  | 4               |
| 5     | Estados Unidos  |                 | 1                |                   | 1  | 4               |
| 5     | Tchecoslováquia |                 | 1                |                   | 1  | 4               |
| 8     | Reino Unido     |                 |                  | 2                 | 2  | 2               |
| TOTAL | TOTAL           | 4               | 4                | 4                 | 12 | —               |